# رباط شرف
رباط شرف هي رباط تاريخية تعود إلى عصر الدولة السلجوقية، وتقع في سرخس. أو مكان استراحة للمسافرين، يقع في مقاطعة خراسان الرضوية، بين مرو ونيسابور. شُيِّد المبنى في القرن الثاني عشر (حوالي 1114) ، ويشبه شكل مستطيل محصن من الخارج. تم تزيين الجدران والبشتاق والمدخل، بزخارف نباتية وهندسية تعمل على تقديم مثال جيد على «استعارة النسيج» التي شوهدت في العمارة الإسلامية في هذا العصر. كما تشتهر بامتلاكها لبعض الزخارف الحجرية الأكثر تنوعًا وجمالًا في العمارة الإيرانية.